# Федореука
Федореука (рум. Fedoreuca) — село в Оргіївському районі Молдови. Входить до складу комуни, адміністративним центром якої є село Чокилтень.

## Населення
За даними перепису населення 2004 року у селі проживали 499 осіб.
Національний склад населення села:
| Національність   | Кількість осіб | Відсоток   |
| ---------------- | -------------- | ---------- |
| молдавани румуни | 477 17         | 95,6% 3,4% |
| росіяни          | 3              | 0,6%       |
| українці         | 2              | 0,4%       |
| Всього           | 499            | 100%       |